# Dypsis pembana
Dypsis pembana är en enhjärtbladig växtart som först beskrevs av Harold Emery Moore, och fick sitt nu gällande namn av Henk Jaap Beentje och John Dransfield. Dypsis pembana ingår i släktet Dypsis och familjen Arecaceae. Inga underarter finns listade i Catalogue of Life.
Arten förekommer endemisk på ön Pemba som tillhör Tanzania. Den växer i låglandet upp till 10 meter över havet. Dypsis pembana ingår i städsegröna skogar.
Ökande turism på ön kan påverka beståndet. Ibland fälls exemplar för träets skull. IUCN listar arten som sårbar (VU).